# Santa Maria delle Grazie alle Fornaci
La iglesia de Santa María delle Grazie alle Fornaci di Porta Cavallegeri es una iglesia católica de rito latino ubicada en la plazoleta del mismo nombre en el barrio Aurelio de Roma.

## Historia
El nombre de la iglesia proviene de los hornos de las fábricas de ladrillos y materiales antiguos de barro cocido en la zona. La construcción original data del siglo XV, sin embargo el edificio actual fue reconstruido hacia 1694, cuya fachada, atribuida a Filippo Raguzzini, fue finalizada en 1727.
La iglesia forma parte del complejo arquitectónico del convento de los religiosos trinitarios, construido entre 1721 y 1725 con la intención de albergar en él un colegio dedicado a las misiones en África. Fue erigida parroquia por el cardenal vicario de Roma, Placido Zurla, el 15 de julio de 1828. Mediante el decreto Utendo facultatibus de Juan Pablo II, de 1985 fue proclamada Diaconía con el título de Santa María alle Fornaci fuori Porta Cavallegeri. El primer cardenal titular fue Duraisamy Simon Lourdusamy. En noviembre de 2016, el papa Francisco asignó el título de Santa María alle Fornaci fuori Porta Cavallegeri al recién creado cardenal Mario Zenari. El 25 de marzo de 2017 tomó posesión de su diaconía.

## Arquitectura
La construcción tiene forma de cruz griega con cuatro capillas laterales y profunda ábside. Sobre el altar mayor modificado en 1958, se encuentra la pintuna de la Madonna delle Grazie de Gilles Hallet, coronada en 1956. Las capillas albergan pinturas de otros reconocidos pintores italianos: la Sagrada Familia y san Juanito de Giusseppe chiari, la Natividad de Nicolò Ecciolini, el Reposo de Egipto de Pietro Bianchi, la Crucificción de Odoardo Vicinelli.
La capilla principal lateral derecha está dedicada a la Santísima Trinidad, y en ella se encuentra una pintura de la Santísima Trinidad y los santos fundadores de los trinitarios de Onofrio Avellino (1737). La capilla principal lateral izquierda por su parte está dedicada a Jesús Nazareno Rescatado.